# Koňský povoz

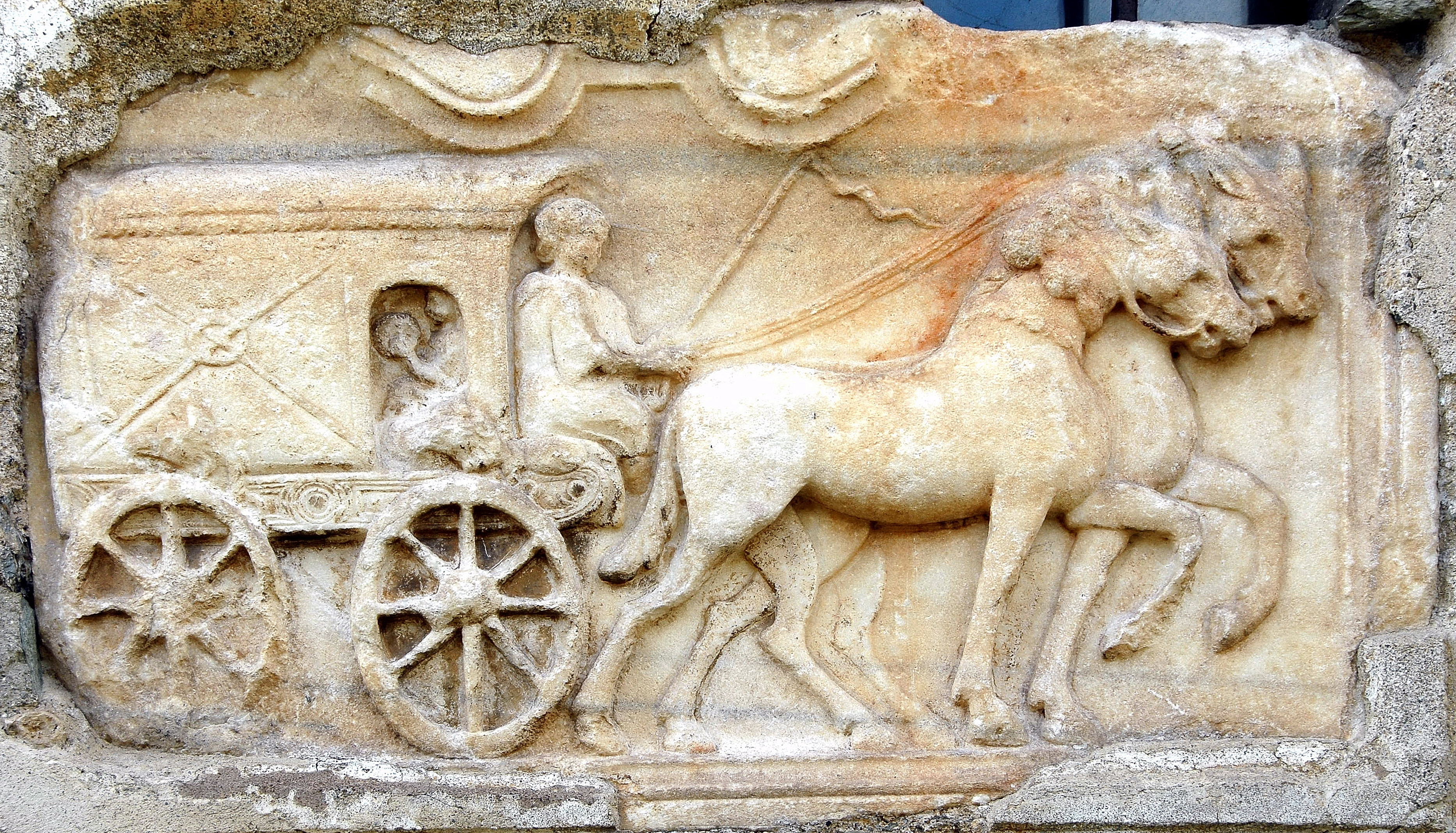
Starověký vůz zvaný pilentum

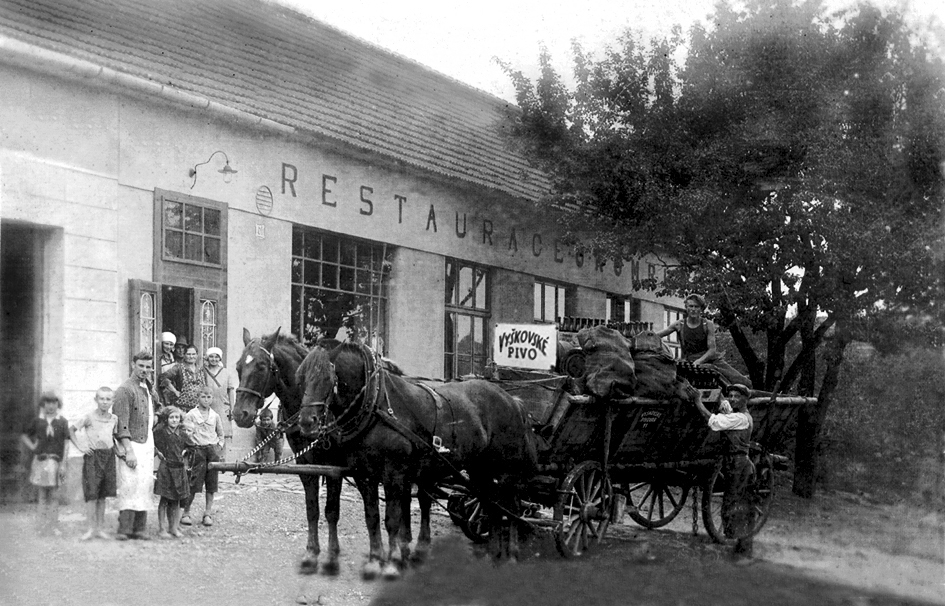
Koňský povoz nasazený na rozvoz piva, Vyškov, kolem roku 1900

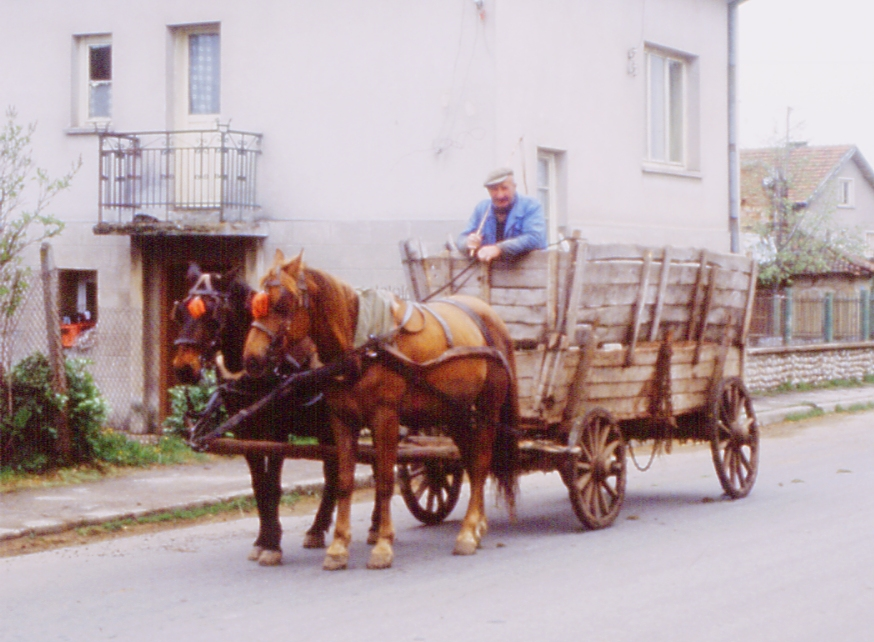
Koňský povoz v Bulharsku, 1988

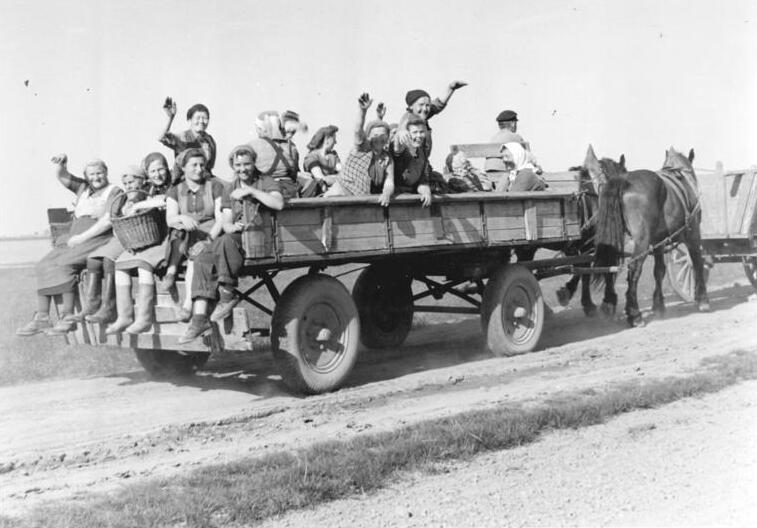
Doprava osob v zemědělství, Německá demokratická republika, přibližně 1955

Koňský povoz je koňmi tažené dvouosé potahové vozidlo pro dopravu nákladů nebo osob. Koňský povoz se liší od kočáru hlavně tím, že nemá pérování a není zakrytý. Dlouhou dobu byly povozy zhotovovány ručně řemeslníky zvanými koláři.

## Historie
Ve starověku se používaly vozy, které byly tažené koňmi a měly i nezávislé uložení os kol pro lepší zatáčení. V Evropě byly dobytkem tažené vozy nahrazovány i ve středověku koňskými povozy. V jižní Africe byla oproti tomu volská spřežení ještě na konci 19. století důležitým dopravním prostředkem. V zemích třetího světa jsou káry a vozy tažené koňmi dodnes široce rozšířené a používají se především v zemědělství. Podle počtu zapřažených koní mohlo být pojmenováno i samotné vozidlo, například "ruská trojka". Jednodušší verze koňmi taženého jednoosého vozidla je kára nebo kočárová bryčka.

## Technické detaily povozů

### Kozlík
Kozlík je krátká, neodpružená a většinou nečalouněná lavice. Slouží jako sedačka vozky, osoby ovládající povoz.

### Brzda
Špalíková brzda je brzdové ústrojí povozu. Pákou nebo vřetenovým mechanismem se přitlačuje brzdový špalík na obvod kola.

### Lampa
Petrolejová lampa bylo zřejmě jediné svítidlo, vhodné jako signální osvětlení při jízdě koňských povozů za snížené viditelnosti.